# 적록동맹 (덴마크)
적록동맹 (赤綠同盟, 덴마크어: Enhedslisten – De Rød-Grønne, Enhl., Ø)은 덴마크의 민주사회주의 정당으로, 1989년 설립되었다. 2015년 총선거 결과, 사회민주당, 덴마크 인민당, 좌파당에 이어 제4당이다.

## 같이 보기
- 덴마크의 정치